# Bifröst

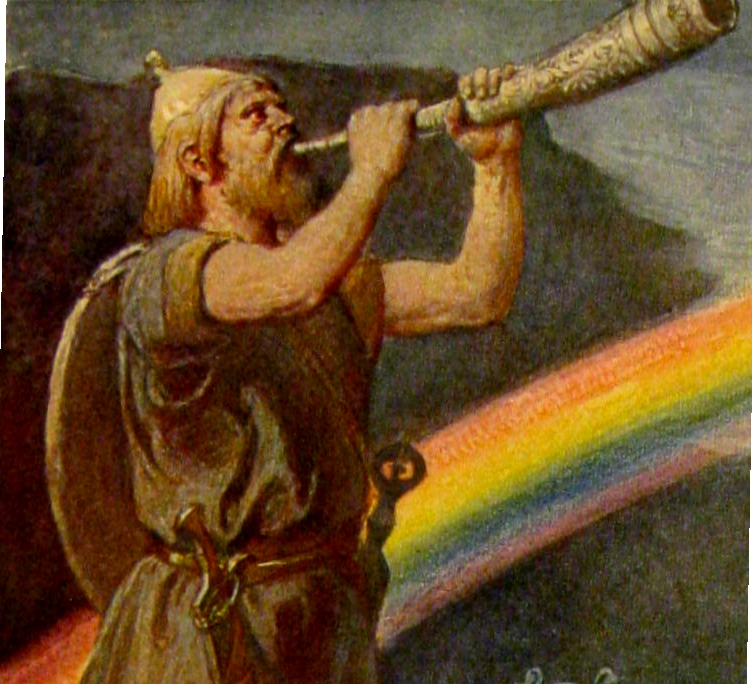
Heimdall bij Bifröst

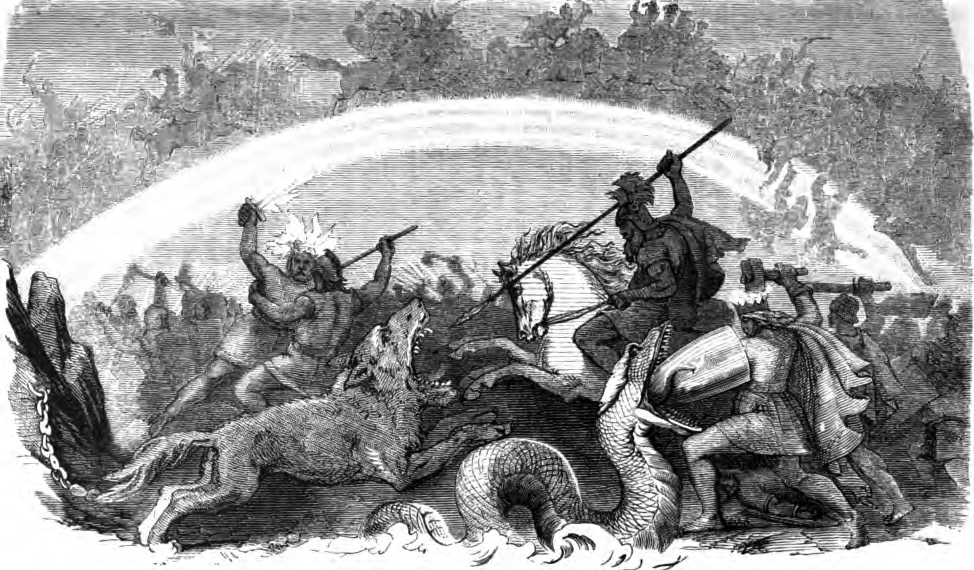

Bifröst (Schommelige hemelstraat) is in de Noordse mythologie de driekleurige regenboogbrug, die Asgaard en Midgaard met elkaar verbindt. Ze wordt bewaakt door de altijd waakzame Heimdal, die vanuit zijn burcht Himinbjörg de brug in de gaten houdt.
Het is een vlammende brug, die zal instorten op de dag van de Ragnarok: ze zal bezwijken onder het gewicht van de zonen van Surt. Alle goden betreden deze brug dagelijks te paard, behalve Thor, die lopen moet omdat hij het zijne verkwanseld had. Zodoende moet hij telkens zijn voeten blussen in de beide rivieren die ontspringen uit de bron van Urd, waar de Nornen wonen en de wereldboom Yggdrasil op staat.